# کلادیو میکلوتو
کلادیو میکلوتو (ایتالیایی: Claudio Michelotto؛ زادهٔ ۳۱ اکتبر ۱۹۴۲) دوچرخه‌سوار اهل ایتالیا است.